# Яннік Боласі
Яннік Боласі (фр. Yannick Bolasie, нар. 24 травня 1989, Ліон) — конголезький футболіст, лівий вінгер клубу «Чайкур Різеспор» та збірної Демократичної Республіки Конго.

## Клубна кар'єра
Вихованець юнацьких команд англійських футбольних клубів «Рашден енд Даймондс»  та «Хіллінгдон Боро».
У дорослому футболі дебютував 2007 року виступами за команду мальтійського клубу «Флоріана», в якій провів один сезон, взявши участь у 24 матчах чемпіонату. 
Своєю грою за цю команду привернув увагу представників тренерського штабу клубу «Плімут», до складу якого приєднався 2008 року. Відіграв за клуб з Плімута наступні три сезони своєї ігрової кар'єри. Протягом цього часу також грав на умовах оренди у складі команд клубів «Рашден енд Даймондс» та «Барнет». Сезон 2011/12 провів за «Бристоль Сіті».
До складу клубу «Крістал Пелес» приєднався 2012 року. Відтоді встиг відіграти за лондонський клуб 93 матчі в національному чемпіонаті.

## Виступи за збірну
2013 року дебютував в офіційних матчах у складі національної збірної Демократичної Республіки Конго. Наразі провів у формі головної команди країни 11 матчів, забивши 4 голи.
У складі збірної був учасником Кубка африканських націй 2015 року в Екваторіальній Гвінеї.

## Титули і досягнення
- Бронзовий призер Кубка африканських націй: 2015